# Hadji Mohammad Ajul
Hadji Mohammad Ajul é um município de  - na província Basilan, nas Filipinas. De acordo com o censo de 1 de maio  de  2020 possui uma população de 24 625 pessoas e 3 818 domicílios.